# Washington (hrabstwo Shawano)
Washington – miasto w Stanach Zjednoczonych, w stanie Wisconsin, w hrabstwie Shawano.